# Dyrekcja Warszawskich Kolei Dojazdowych
Dyrekcja Warszawskich Kolei Dojazdowych – jednostka organizacyjna istniejąca w latach 1950–1972, podległa bezpośrednio Dyrekcji Generalnej Kolei Państwowych, ustanowiona z zadaniem zarządzania elektrycznymi liniami kolejowymi i liniami wąskotorowymi do miejscowości leżących najbliżej od Warszawy.

## Działalność
Na podstawie statutu przedsiębiorstwa państwowego „Polskie Koleje Państwowe” i zarządzenia Ministra Komunikacji z 1950 r. o utworzeniu Dyrekcji Warszawskich Kolei Dojazdowych ustanowiono Dyrekcję. Powołanie Dyrekcji zarządzono w porozumieniu z Prezesem Rady Ministrów i Ministrem Skarbu.
Dyrekcja działała jako jednostka będąca na wewnętrznym rozrachunku gospodarczym, samodzielnie bilansująca i rozliczająca się z budżetem państwa za pośrednictwem rachunków wyrównawczych.
Zadaniem Dyrekcji Warszawskich Kolei Dojazdowych był zarząd kolei:
- elektrycznej normalnotorowej Warszawa – Grodzisk z odgałęzieniami;
- wąskotorowej Warszawa – Belweder – Wilanów – Konstancin – Piaseczno z odgałęzieniami;
- wąskotorowej Warszawa – Nowe Miasto z odgałęzieniami;
- wąskotorowej Jabłonna – Karczew;
- wąskotorowej Warszawa – Radzymin.

Szczegółową organizację Dyrekcji Warszawskich Kolei Dojazdowych określił regulamin, nadany przez Ministra Komunikacji na wniosek dyrektora generalnego kolei państwowych.
Na podstawie uchwały Rady Ministrów z 1972 r. w sprawie utraty mocy obowiązującej niektórych uchwał Rady Ministrów, Prezydium Rządu, Komitetu Ekonomicznego Rady Ministrów i Komitetu Ministrów do Spraw Kultury, ogłoszonych w Monitorze Polskim zlikwidowano Dyrekcję Warszawskich Kolei Dojazdowych.